# Львівська залізниця
Регіональна філія «Льві́вська залізни́ця» акціонерного товариства «Укрзалізниця» — підприємство, регіональна філія у складі АТ «Укрзалізниця», що обслуговує залізниці західної частини України: Львівської, Волинської, Рівненської, Тернопільської, Івано-Франківської, Чернівецької, Закарпатської областей. В районі розташування Львівської залізниці проживає 8,5 млн людей.

## Історія

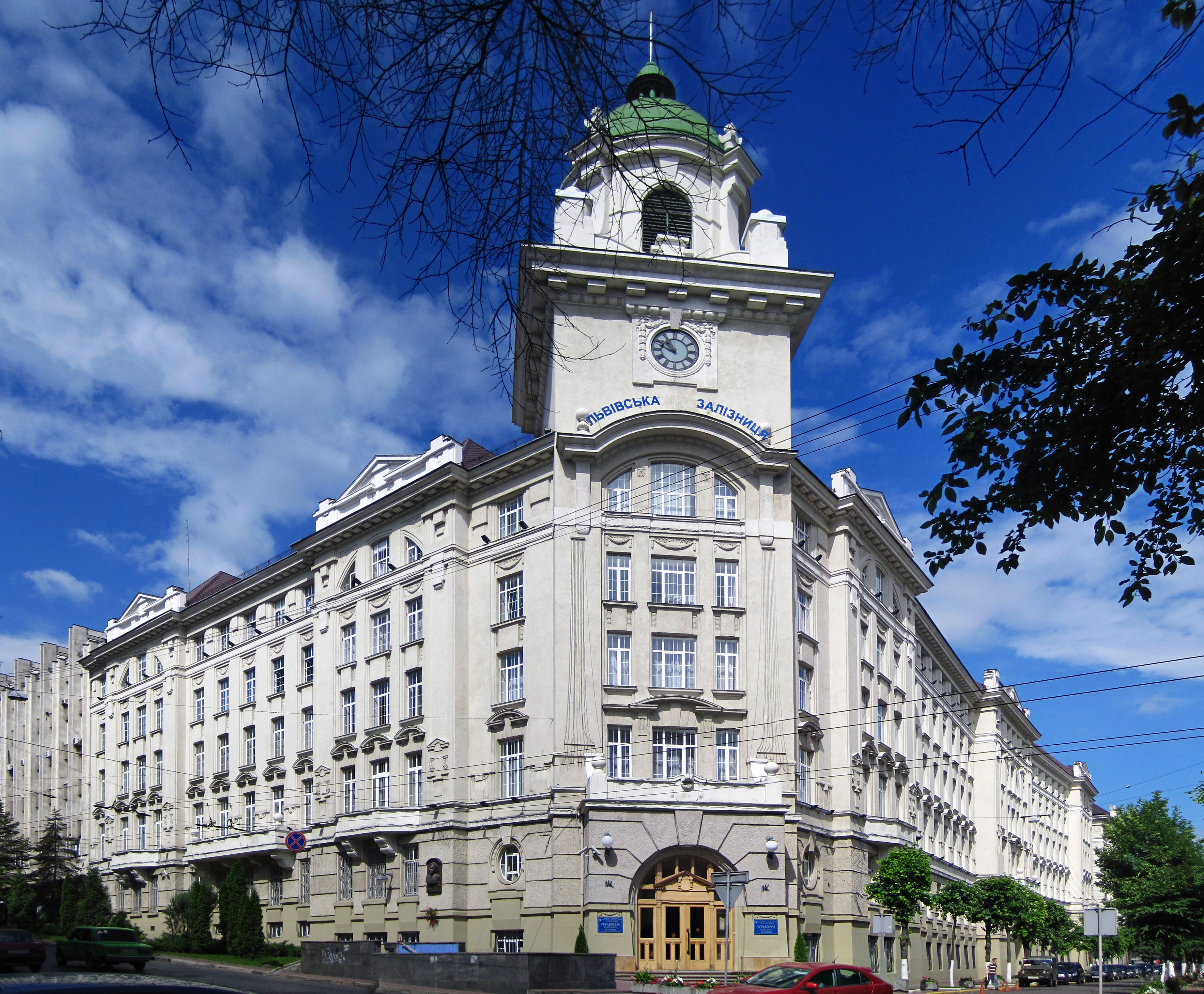
Управління Львівської залізниці

Львівська залізнична магістраль — найстаріша в Україні. Перший поїзд прибув до Львова 4 листопада 1861 року з Відня. У 1866 році було прокладено гілку до Чернівців, у 1869 році — до Бродів, а у 1870 року — до Тернополя. Перший пасажирський поїзд з чотирьох вагонів під назвою «Ярослав» прибув з Перемишля до Львова 4 листопада 1861 року. На всіх станціях його курсування — у Медиці, Мостиськах, Судовій Вишні, навіть у Мшаній поїзд вітали сотні селян, прибуттям поїзда захоплювались і місцеві музиканти. З цієї дати почався літопис Львівської залізниці. З цього часу вона продовжувала розвиватись і не лише на західних, але й на східних, північних теренах. Коли звучали фанфари з приводу народження залізничного первістка у Східній Галичині, англійські інженери представили на затвердження технічний план будівництва магістралі, що з'єднала б Львів з Чернівцями. Проєкт було затверджено і за два роки уклали залізничне полотно завдовжки 267 км. 1 вересня 1866 року від Львівського двірця вирушив перший поїзд, який через дев'ять годин вже зустрічали у Чернівцях. На початку XX століття назріла необхідність будівництва нового двірця у Львові. Нову споруду було введено в експлуатацію 26 березня 1904 року. Двірець вважався одним із найкращих у Європі, як з архітектурної, так і з технічної точок зору.
Перед Першою світовою війною у Східній Галичині було прокладено 2676 км залізничних колій. 1 вересня 1939 року на залізницю Львова впали нацистські бомби. Було зруйновано вокзал, товарну станцію, станції Клепарів і Підзамче. Після зайняття міста радянськими військами почалося відновлення Львівської залізниці. Наприкінці 1939 року європейську колію переобладнали на колію 1520 мм. Тоді ж перші пасажирські поїзди сполучили Львів з Києвом та Москвою. У 1940 році уряд Радянського Союзу виділив на реконструкцію Львівської залізниці 50 млн рублів.
22 червня 1941 року німецькі окупанти завдали бомбові удари на Львівський двірець. Бомбили і обстрілювали станції Красне, Самбір, Стрий, а вже з липня всю Західну Україну окупували німецькі війська. Лінії між станціями Ковель — Здолбунів та Ковель — Сарни стали стратегічними між Рейхом та Східним фронтом.
У 1953 році Міністерство шляхів сполучення провело укрупнення залізниць. Ковельська залізниця, що складалася з Ковельського, Сарненського і Здолбунівського відділень, увійшла до складу Львівської залізниці.
На Львівській залізниці працювали:  Герої Соціалістичної Праці Братчин Іван Петрович, Тоцький Петро Корнійович, Бучинський Володимир Степанович.
1973 року Львівську залізницю нагороджено орденом Трудового Червоного Прапора. У 1978 році відкрився обчислювальний центр залізниці. У 1981 році розроблено комплексну систему ефективного використання вагонів (КСЕВВ), а також базові стандарти підприємств і станцій.
У березні 1981 року на перегоні між станціями Скнилів та Львів-Головний сталося зіткнення збірного електропоїзда ЕР2-3014/3017, який рухався зі Стрию до Львова із вантажним поїздом. В результаті аварії, за даними дослідника історії Львівської залізниці А. Г. Гороховського, загинуло понад 10 пасажирів електропоїзда — це найбільша залізнична катастрофа радянської доби на Львівській залізниці. У липні 1981 року головний вагон електропоїзду ЕР2-301401 був списаний.
Після набуття Незалежності між Білоруссю й Україною були змінені межі залізниці: від Білоруської залізниці перейшла ділянка українсько-білоруський кордон — Заболоття — Вербка, від Львівської передана ділянка Лунинець — Горинь — українсько-білоруський кордон.
На станції Мостиська II Львівської залізниці на початку XXI століття встановлено пристрій переведення колій, який забезпечує прийом залізничних вагонів з автоматичним колесорозсувним пристроєм типу SUW2000 з колії 1520 мм на колію 1435 мм і у зворотному напрямку. Це дає можливість істотно зменшити час подорожі, збільшити кількість пасажирських рейсів прямого сполучення між Україною, країнами СНД та державами Європи. Нині час переходу поїздів із широкої колії (СНД) на європейську скорочено з 4-х годин до 30 хвилин.

## Структура
Управління Львівської залізниці знаходиться у Львові. Експлуатаційна довжина залізниць — 4521 км; межує з Білоруською залізницею, Південно-Західною залізницею, залізницями Молдови, Румунії, Угорщини, Словаччини та Польщі. Залізничні сполучення з країнами Європи, СНД а також Балтії забезпечують 19 прикордонних переходів, які оснащені необхідною технікою для навантаження, перевантаження вантажів та перестановки вагонів.
На залізниці діє 354 станції, з них 252 відкриті для вантажних операцій. Основні вузлові станції: Львів, Тернопіль, Ковель, Стрий, Здолбунів, Красне, Івано-Франківськ, Сарни, Самбір, Дрогобич, Червоноград, Ківерці, Батьово, Клепарів, Рівне, Чернівці, Ужгород, Чоп, Володимир.
16 медичних закладів ДТГО «Львівська залізниця», це:
- Клінічна лікарня Львівської залізниці, 4 відділкові лікарні, 9 вузлових лікарень із загальним ліжковим фондом 1385 ліжок;
- Дорожня поліклініка;
- Дорожня станція переливання крові;
- 4355 медичних працівників, у тому числі 892 лікарі та 1880 середніх медичних працівників.

У складі лікувально-профілактичних закладів функціонує 7 амбулаторій, 60 здоровпунктів, 4 медпункти вокзалів.

## Основні магістралі

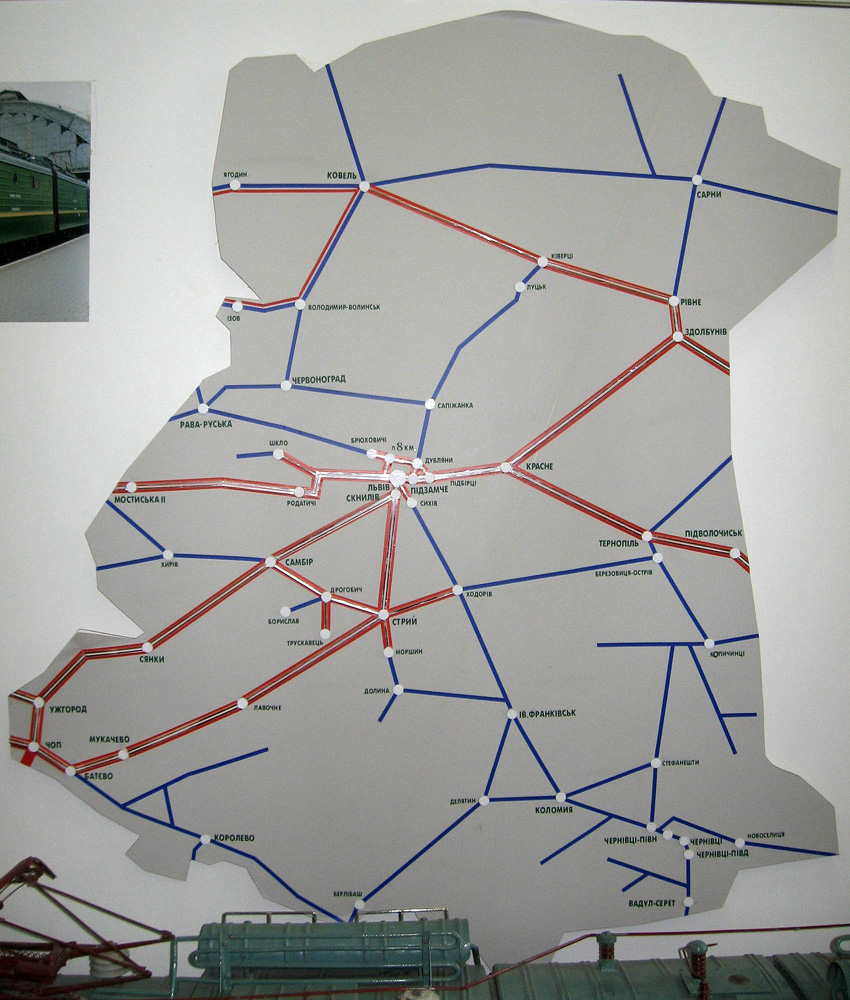
Схема Львівської залізниці. Червоними лініями позначені електрифіковані ділянки, синіми — неелектрифіковані (станом на 2006 рік)

На залізниці електрифіковано 3207 км колій, що становить 71 % від загальної експлуатаційної довжини:
- Львів — Здолбунів — Рівне (двоколійна),
- Львів — Мостиська II — держкордон (двоколійна),
- Львів — Стрий — Мукачево — Чоп — Ужгород (Львів  — Чоп  — двоколійна, Чоп  — Ужгород  — одноколійна),
- Львів — Тернопіль — Підволочиськ (двоколійна),
- Львів — Самбір — Ужгород (одноколійна),
- Могиляни — Здолбунів — Рівне — Ковель — Ягодин, Ізов (Здолбунів — Ківерці — двоколійна, Ківерці — Ковель — одноколійна);
- Стрий — Самбір (одноколійна).

Неелектрифіковані ділянки (1314 км, 29 %):
- Львів — Луцьк
- Самбір — Нижанковичі
- Львів — Рава-Руська (одноколійна),
- Львів — Червоноград — Володимир (одноколійна),
- Львів — Луцьк (одноколійна),
- Львів — Ходорів — Івано-Франківськ — Коломия — Чернівці (одноколійна),
- Тернопіль — Копичинці — Чернівці — Івано-Франківськ (одноколійна)
- Чортків — Бучач (одноколійна)
- Володимир — Ізов (одноколійна) тощо.

На електрифікованих ділянках перевезення пасажирів здійснюють електровози та електропоїзди, на неелектрифікованих — тепловози та дизель-поїзди.

## Дирекції залізниці
До складу Львівської залізниці входять 5 дирекцій:
- Львівська дирекція (ДН-1) (Львівська область);
- Івано-Франківська дирекція (Івано-Франківська, Чернівецька та східна частина Закарпатської області);
- Рівненська дирекція (Рівненська та Волинська область);
- Тернопільська дирекція (Тернопільська область);
- Ужгородська дирекція (Закарпатська область, окрім східної частини).

## Пасажирське сполучення

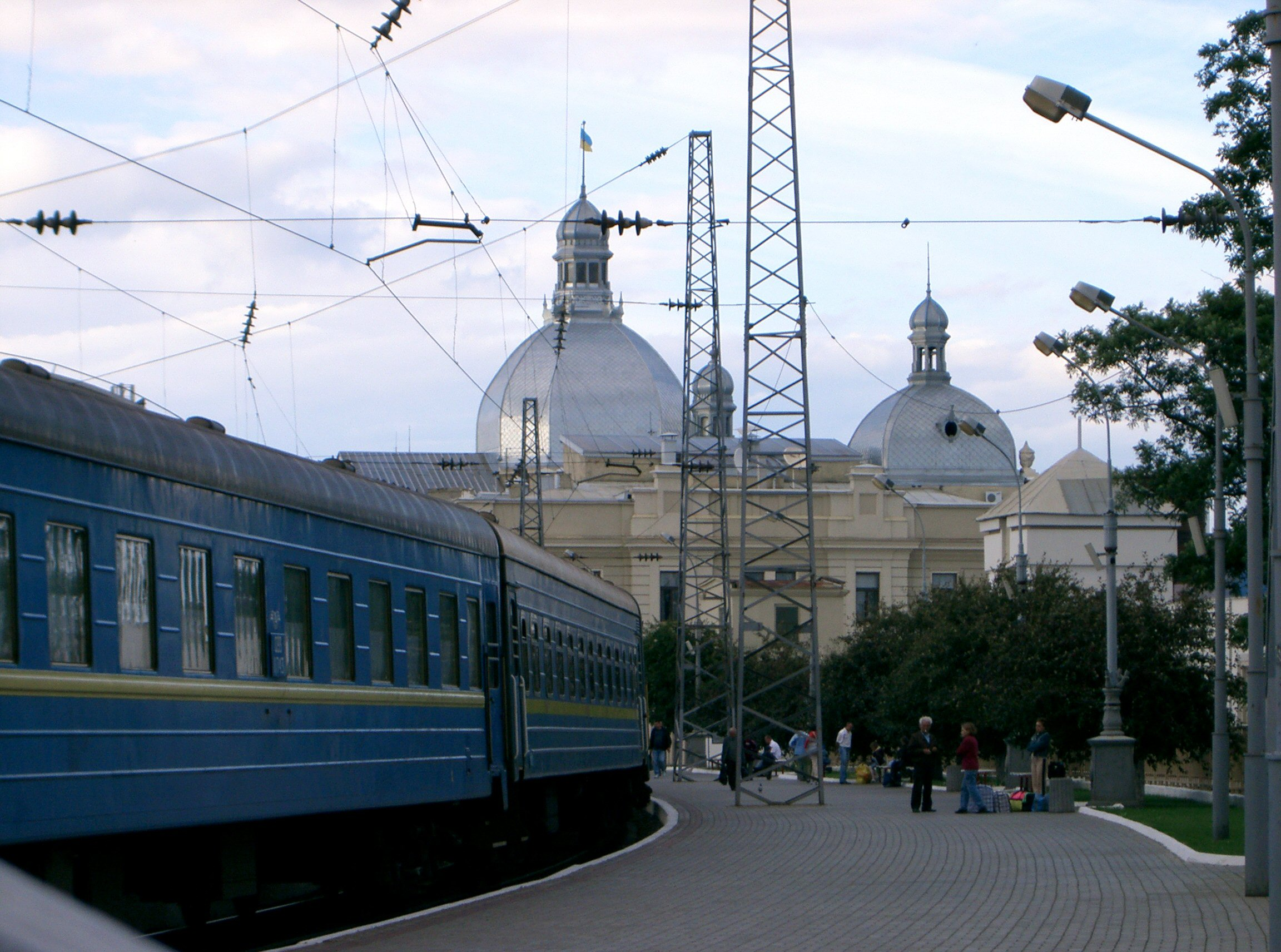
Поїзд на першому пероні станції Львів

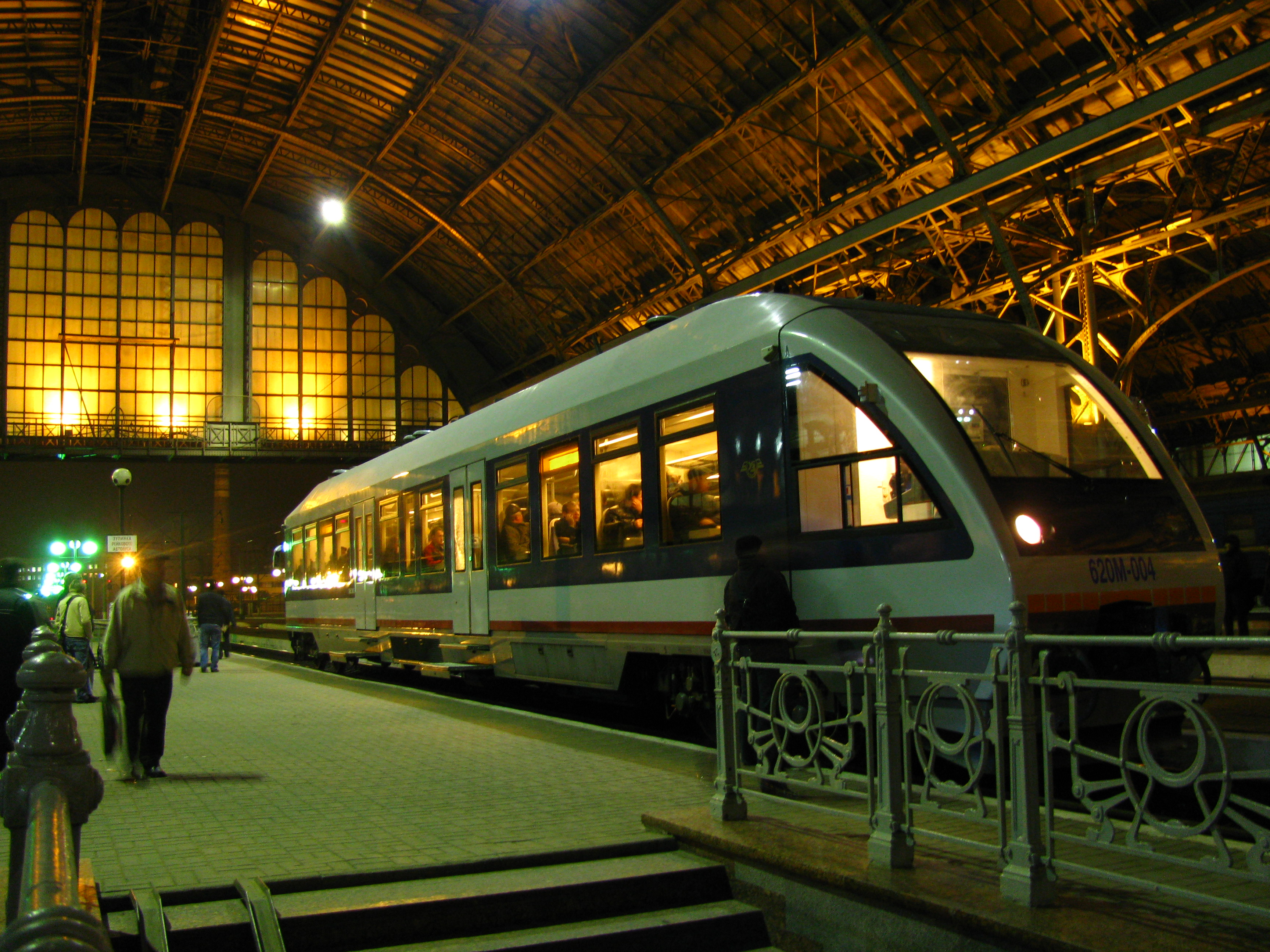
Рейковий автобус на Головному залізничному вокзалі Львова

Львівська залізниця володіє великою кількістю рухомого складу.
Пасажирські перевезення, представлені у графіку руху на 2024 рік наступним чином:
| Рух поїздів Львівською залізницею       |                        |                                       | |
| №                                       | Назва                  | Маршрут сполучення                    | Примітка |
| Міжнародне сполучення                   |                        |                                       | |
| 31/32                                   |                        | Запоріжжя — Перемишль                 | |
| 33/34                                   | «Латориця»             | Мукачево — Будапешт                   | Призначений з 9 грудня 2018 року |
| 35/36                                   |                        | Одеса — Перемишль                     | |
| 51/52                                   |                        | Київ — Перемишль                      | |
| 73/74                                   |                        | Харків — Перемишль                    | |
| 89/90                                   |                        | Київ — Перемишль                      | |
| 119/120                                 |                        | Дніпро — Холм                         | |
| 705/706                                 | «Інтерсіті+»           | Дарниця — Київ — Перемишль            | |
| 715/716                                 | «Інтерсіті+»           | Дарниця — Київ — Перемишль            | |
| 755/756 757/758                         | «Мармароський експрес» | Рахів — Валя Вишеулуй                 | Призначений з 18 січня 2023 року |
| Внутрішньодержавне сполучення           |                        |                                       | |
| 1/2                                     | «Єдність»              | Івано-Франківськ — Костянтинівка      | |
| 3/4                                     | «Нічний експрес»       | Запоріжжя — Ужгород                   | |
| 5/6                                     | «Нічний експрес»       | Запоріжжя — Івано-Франківськ          | До 1 березня 2022 року курсував за маршрутом Маріуполь — Рахів |
| 7/8                                     |                        | Київ — Івано-Франківськ — Чернівці    | |
| 12/11                                   | «Західний експрес»     | Львів — Одеса                         | |
| 13/14                                   | «Апшиця»               | Київ — Солотвино                      | |
| 15/16                                   | «Владислав Зубенко»    | Харків — Івано-Франківськ — Рахів     | |
| 17/18                                   | «Сковорода-Експрес»    | Харків — Ужгород                      | |
| 25/26                                   | «Біла акація»          | Одеса — Львів — Рахів                 | |
| 29/30                                   | Нічний експрес         | Київ — Ужгород                        | |
| 37/38                                   | «Біла акація»          | Одеса — Ужгород                       | |
| 49/50                                   | «Кобзар»               | Київ — Трускавець                     | |
| 39/40                                   |                        | Запоріжжя — Солотвино                 | |
| 41/42                                   |                        | Дніпро — Трускавець                   | |
| 43/44                                   | «Стефанія Експрес»     | Івано-Франківськ — Київ — Черкаси     | До травня 2022 року курсував під назвою «Прикарпаття» |
| 45/46                                   |                        | Харків — Київ — Ужгород               | Призначений з 10 грудня 2017 року |
| 47/48                                   |                        | Запоріжжя — Ужгород                   | |
| 55/56                                   | «Мармароси»            | Київ — Рахів                          | |
| 57/58                                   | «Гуцульщина»           | Київ — Ворохта                        | |
| 57/58                                   |                        | Київ — Ворохта                        | |
| 59/60                                   |                        | Київ — Чоп                            | |
| 58/57                                   | «Голубі озера»         | Ковель — Одеса                        | До 8 грудня 2018 року — № 84/83 |
| 63/64                                   | «Оберіг»               | Харків — Київ — Львів                 | |
| 79/80                                   | «Дніпро»               | Дніпро — Київ — Львів                 | |
| 81/82                                   | «Десна»                | Київ — Ужгород                        | |
| 85/86                                   |                        | Львів — Запоріжжя                     | До 26 грудня 2014 року курсував до Сімферополя, до 28 лютого 2022 року — до станції Новоолексіївка                                                                                                   |
| 87/88                                   | «Лісова пісня»         | Ковель — Запоріжжя                    | До 26 грудня 2014 року курсував до Сімферополя, до 28 лютого 2022 року — до станції Новоолексіївка                                                                                                   |
| 91/92                                   | «Львів»                | Львів — Київ                          | |
| 95/96                                   |                        | Київ — Івано-Франківськ — Рахів       | |
| 97/98                                   | «Світязь»              | Ковель — Київ                         | |
| 104/103                                 |                        | Львів — Краматорськ                   | |
| 109/110                                 |                        | Львів — Миколаїв — Херсон             | |
| 112/111                                 |                        | Львів — Київ — Ізюм                   | |
| 113/114                                 |                        | Харків — Львів                        | |
| 127/128                                 |                        | Запоріжжя — Кривий Ріг — Львів        | |
| 129/130                                 |                        | Кременчук — Чернівці                  | |
| 131/132                                 |                        | Дніпро — Львів                        | |
| 135/136                                 | «Чорномор»             | Одеса — Чернівці                      | |
| 141/142                                 | «Галичина»             | Івано-Франківськ — Київ — Чернігів    | Призначений з 11 грудня 2023 року |
| 143/144                                 | «Галичина»             | Івано-Франківськ — Суми               | Призначений з 11 грудня 2023 року |
| 150/149                                 |                        | Полтава — Чернівці                    | |
| 181/182                                 |                        | Дніпро — Івано-Франківськ             | |
| 193/194                                 |                        | Кривий Ріг — Івано-Франківськ — Рахів | Призначений з 17 грудня 2023 року |
| 201/202                                 |                        | Харків — Рахів                        | |
| 203/204                                 |                        | Дніпро — Івано-Франківськ — Ворохта   | |
| 215/216                                 |                        | Запоріжжя — Чернівці                  | |
| 357/358                                 | «Гуцульщина»           | Київ — Рахів                          | |
| 367/368                                 |                        | Ужгород — Луцьк                       | |
| 745/746                                 | «Інтерсіті+»           | Київ — Львів                          | |
| 749/750                                 | «Інтерсіті»            | Київ — Івано-Франківськ               | |
| Поїзди категорії «регіональний експрес» |                        |                                       | |
| 701/702                                 |                        | Львів — Чернівці                      | |
| 801/802                                 |                        | Львів — Чернівці                      | |
| 804/803                                 |                        | Львів — Рівне                         | |
| 806/805                                 |                        | Львів — Рівне                         | |
| 807/808                                 |                        | Львів — Мукачево                      | |
| 829/830                                 |                        | Львів — Ужгород                       | |
| 865/866                                 |                        | Рава-Руська — Коломия                 | |
| 867/868                                 |                        | Рава-Руська — Коломия                 | |
| Скасовані поїзди                        |                        |                                       | |
| 68/67                                   |                        | Львів — Маріуполь                     | Скасований через російське вторгнення в Україну |
| 70/69                                   |                        | Львів — Маріуполь                     | Скасований через російське вторгнення в Україну |
| 111/112                                 | «Слобожанщина»         | Львів — Харків                        | |
| 117/118                                 | «Буковина»             | Київ — Чернівці                       | Скасований у 2021 році |
| 125/126                                 |                        | Рахів / Івано-Франківськ — Миколаїв   | Скасований через російське вторгнення в Україну |
| 141/142                                 | «Галичина»             | Львів — Київ — Бахмут                 | З 9 грудня 2018 року змінено маршрут через Житомир і подовжено до станції Бахмут, з березня 2022 року маршрут поїзда скорочувався до станцій Лозова / Харків-Пасажирський, згодом взагалі скасований |
| 145/146                                 |                        | Львів — Ужгород                       | |
| 150/149                                 |                        | Ворохта — Кременчук                   | |
| 231/232                                 |                        | Івано-Франківськ — Генічеськ          | Сезонного призначення. Скасований через російське вторгнення в Україну |
| 150/149                                 |                        | Ворохта — Кременчук                   | |
| 365/366                                 |                        | Луцьк — Рахів                         | Призначався з 21 грудня 2023 року. Через низький пасадиропотік, згодом був скасований. |
| 601/602                                 |                        | Львів — Солотвино                     | |
| 605/606                                 |                        | Львів — Рахів                         | |
| 667/668                                 |                        | Чернівці — Ковель                     | |
| 801/802                                 |                        | Львів — Луцьк — Ківерці               | |

## Керівники залізниці
| Роки      | Керівники                     |
| --------- | ----------------------------- |
| 1939—1940 | Донченко Микола Якович        |
| 1940—1941 | Шахрай Петро Касянович        |
| 1944—1947 | Шахрай Петро Касянович        |
| 1947—1948 | Крайовий Іван Гнатович        |
| 1948—1949 | Осинцев Михайло Олександрович |
| 1949—1959 | Головченко Григорій Іванович  |
| 1959—1975 | Богданович Григорій Йосипович |
| 1975—1983 | Порох Григорій Якимович       |
| 1984—1993 | Грабський Марат Никифорович   |
| 1993—2000 | Кирпа Георгій Миколайович     |
| 2000—2005 | Піх Богдан Петрович           |
| 2005—2006 | Федак Ярослав Андрійович      |
| 2006—2010 | Мостовий Михайло Васильович   |
| 2010—2016 | Піх Богдан Петрович           |
| 2016—2018 | Груник Іван Степанович        |
| 2018—2019 | Крот Володимир Степанович     |
| з 2019    | Черніцький Роман Романович    |

## Начальники політичного відділу Львівської залізниці
| Роки      | Посадові особи                  |
| --------- | ------------------------------- |
| 1939—1940 | Доброславський Яків Олексійович |
| 1952      | Стукалов Олександр Миколайович  |

## Вокзали Львівської залізниці

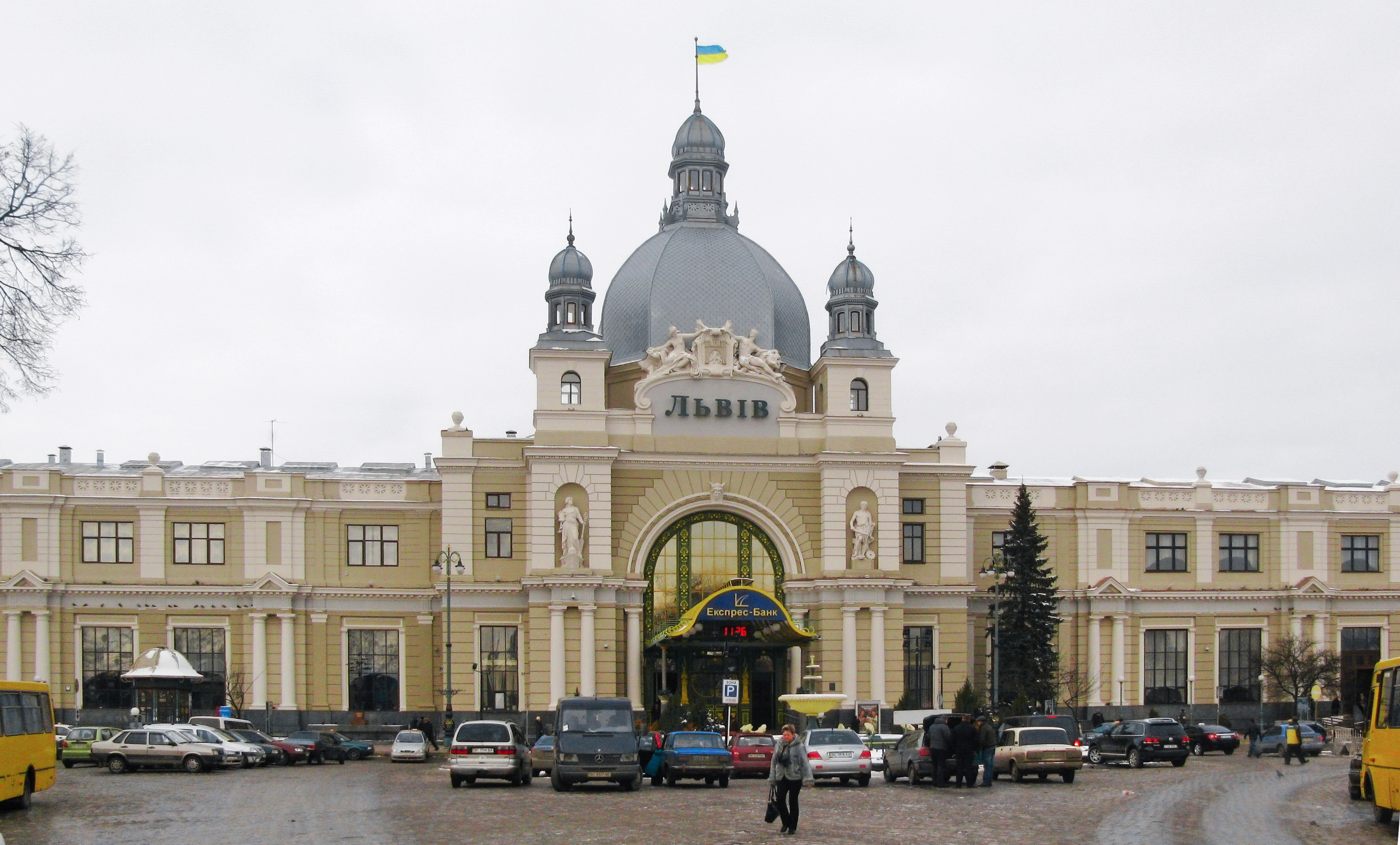
Львів-Головний
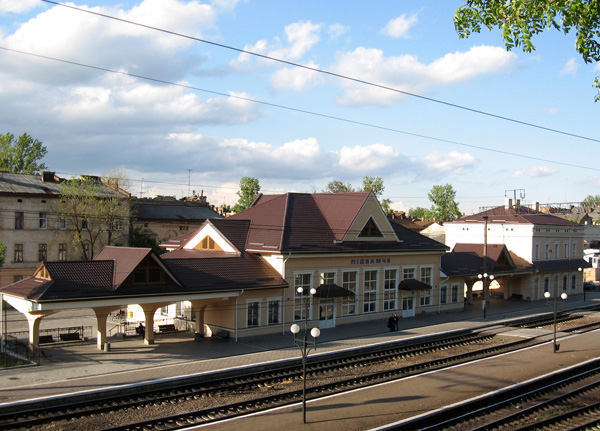
Львів-Підзамче
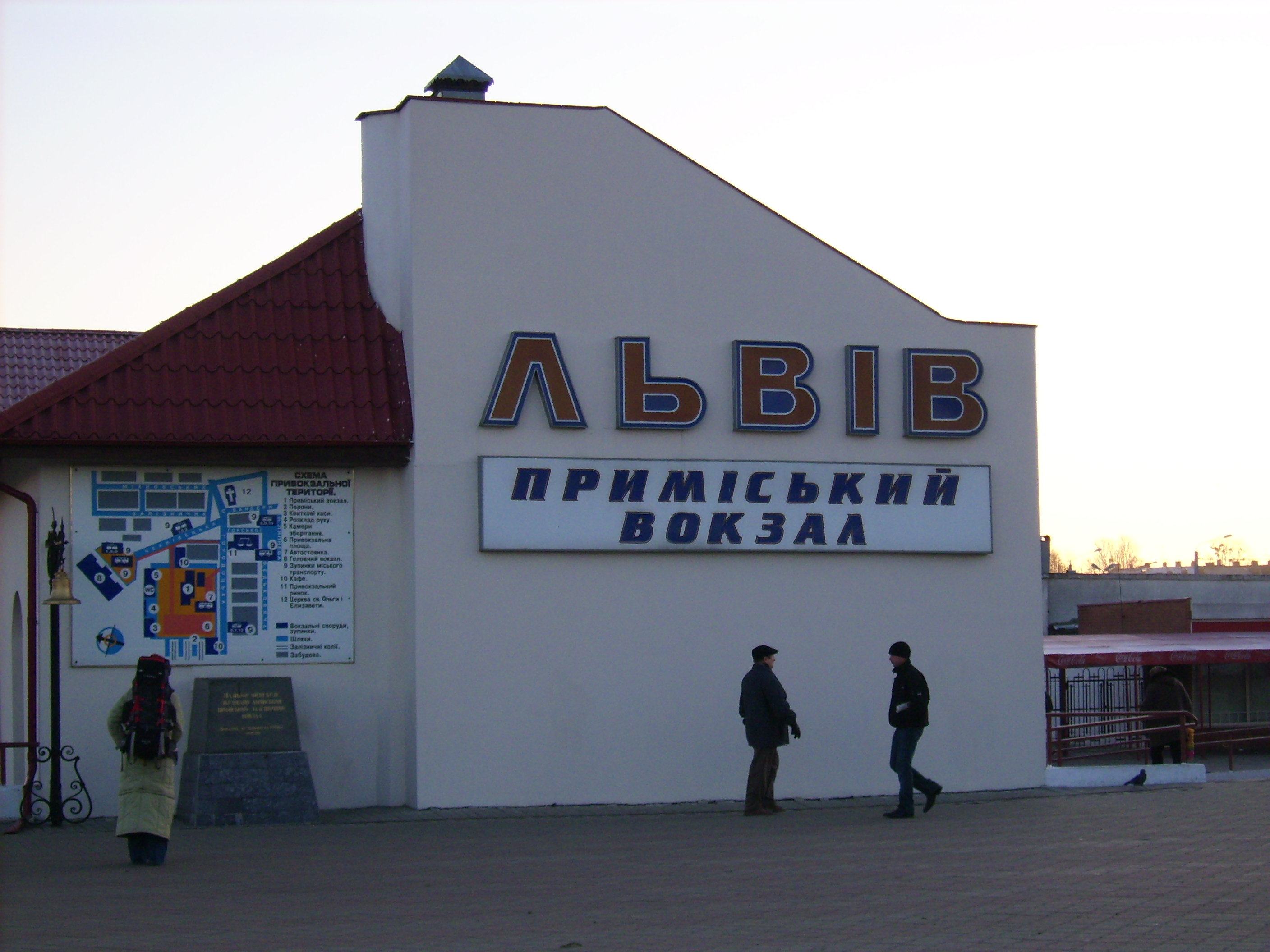
Львів-Приміський
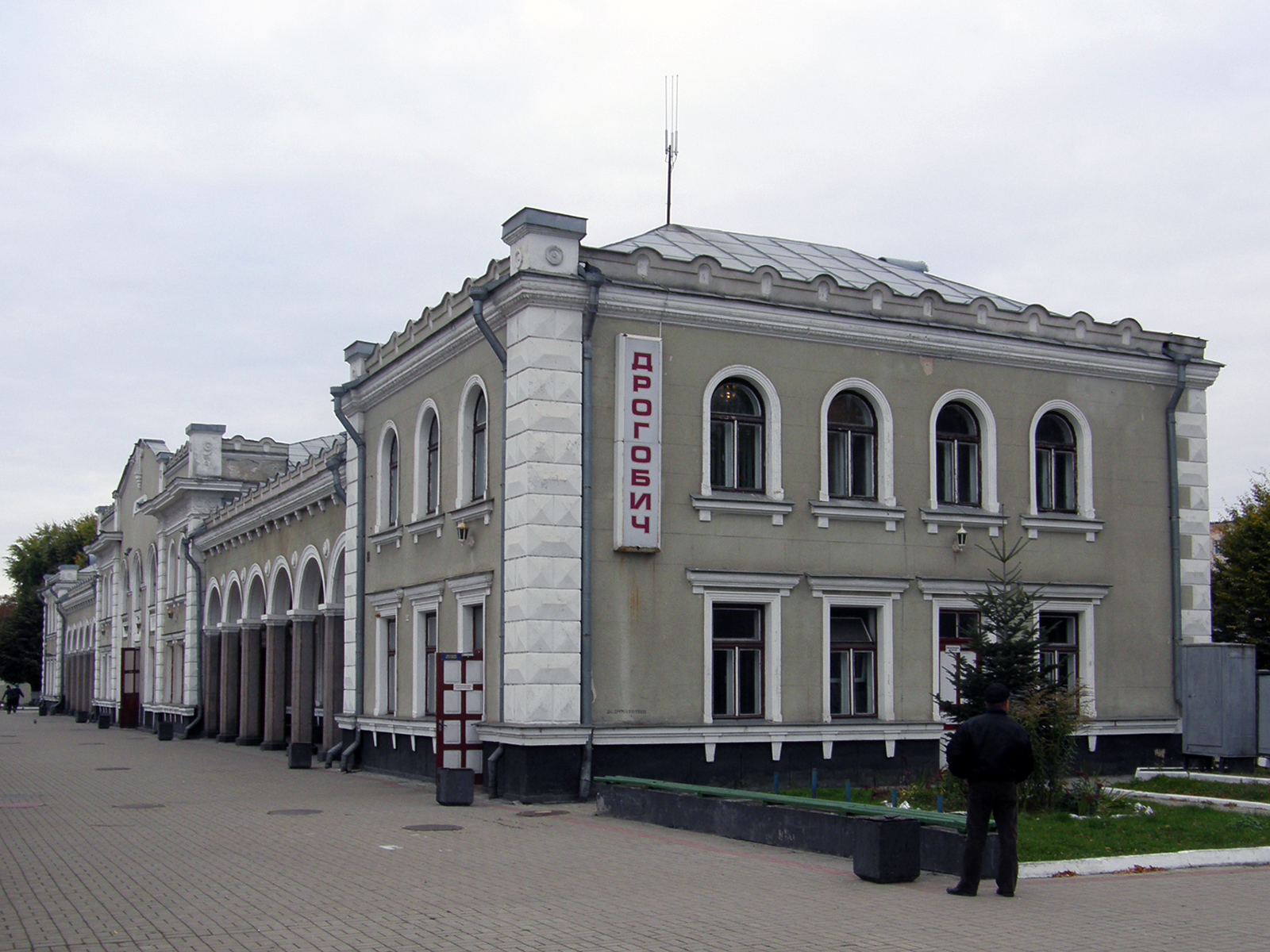
Дрогобич
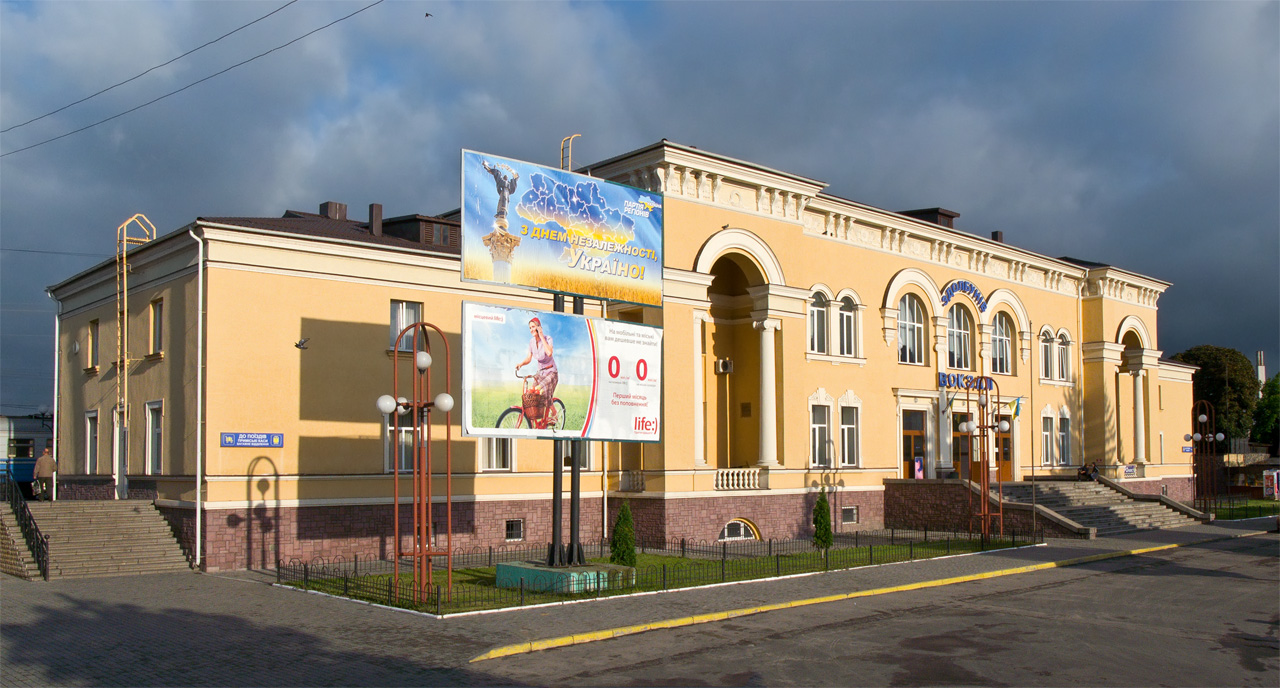
Здолбунів
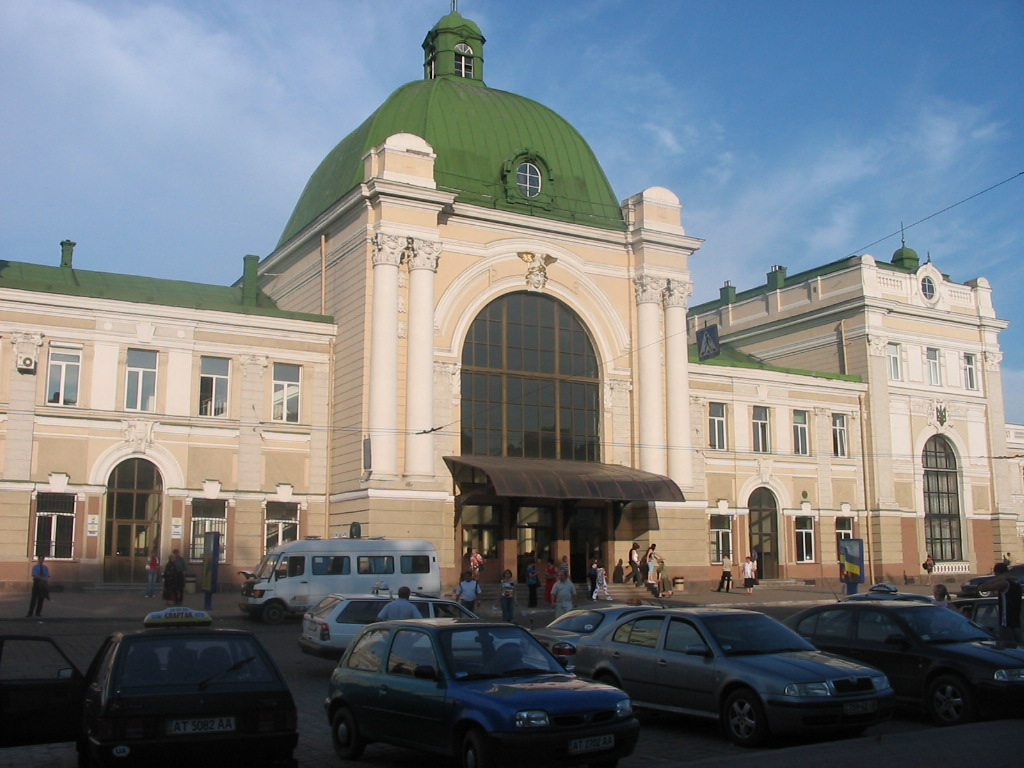
Івано-Франківськ
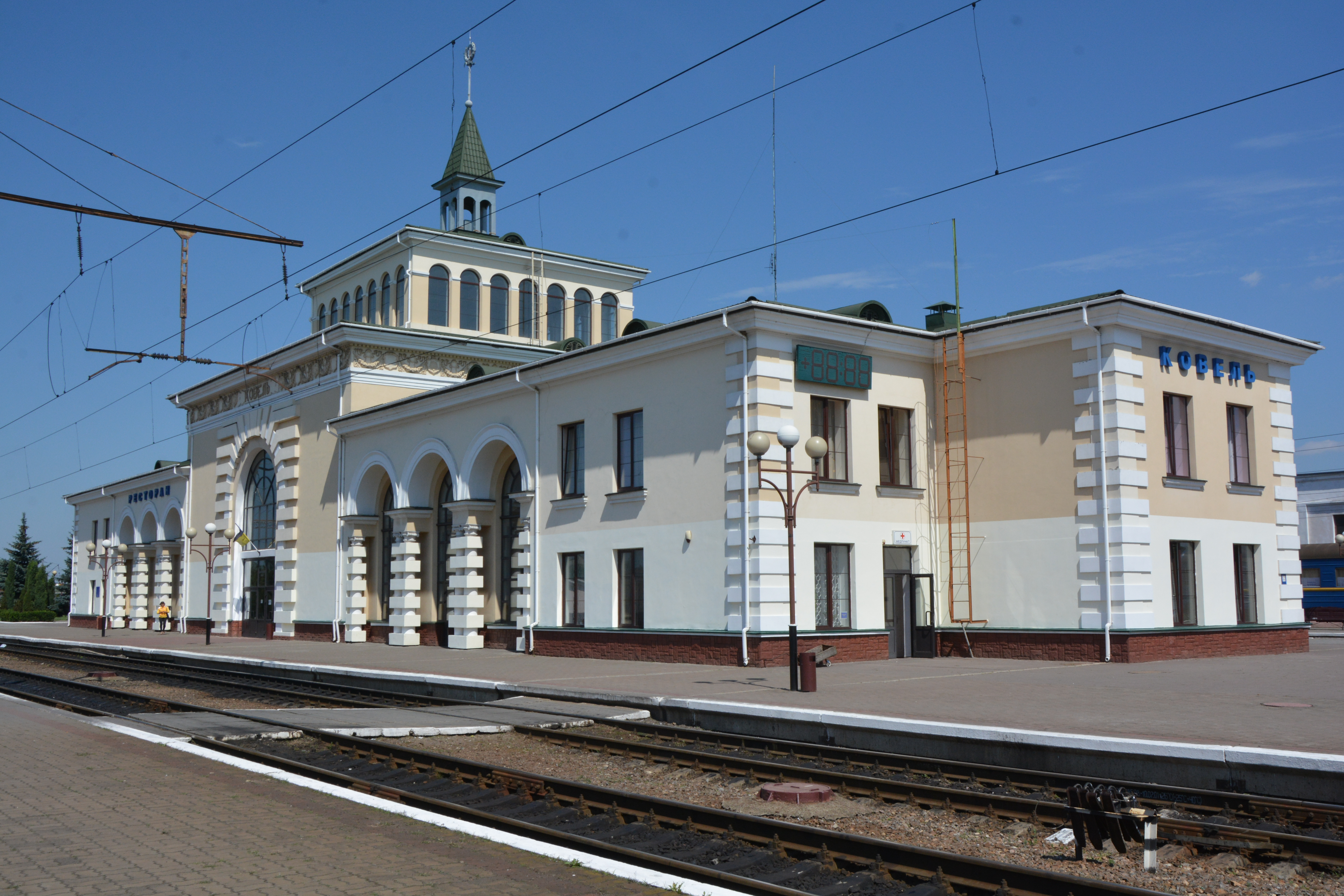
Ковель
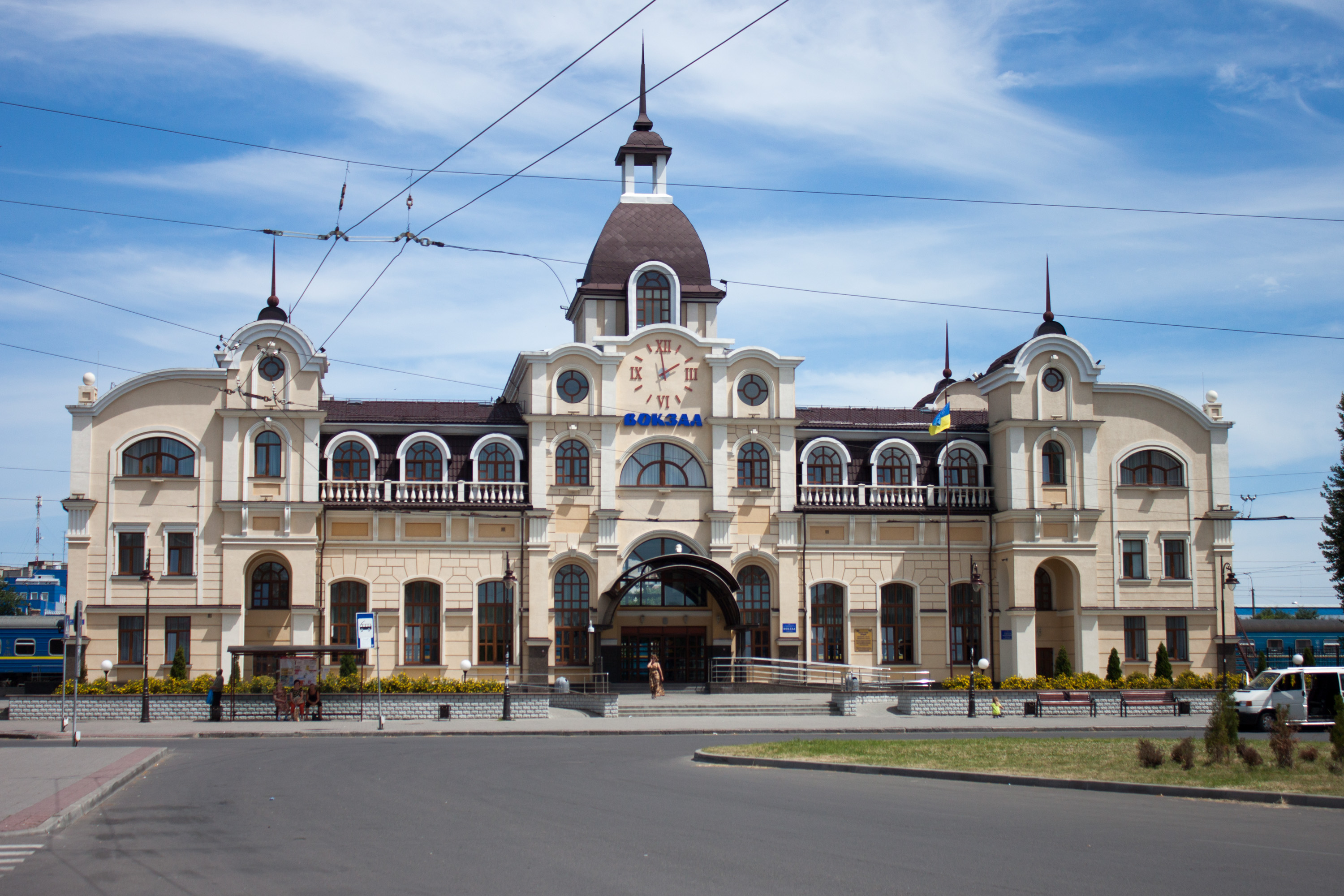
Луцьк
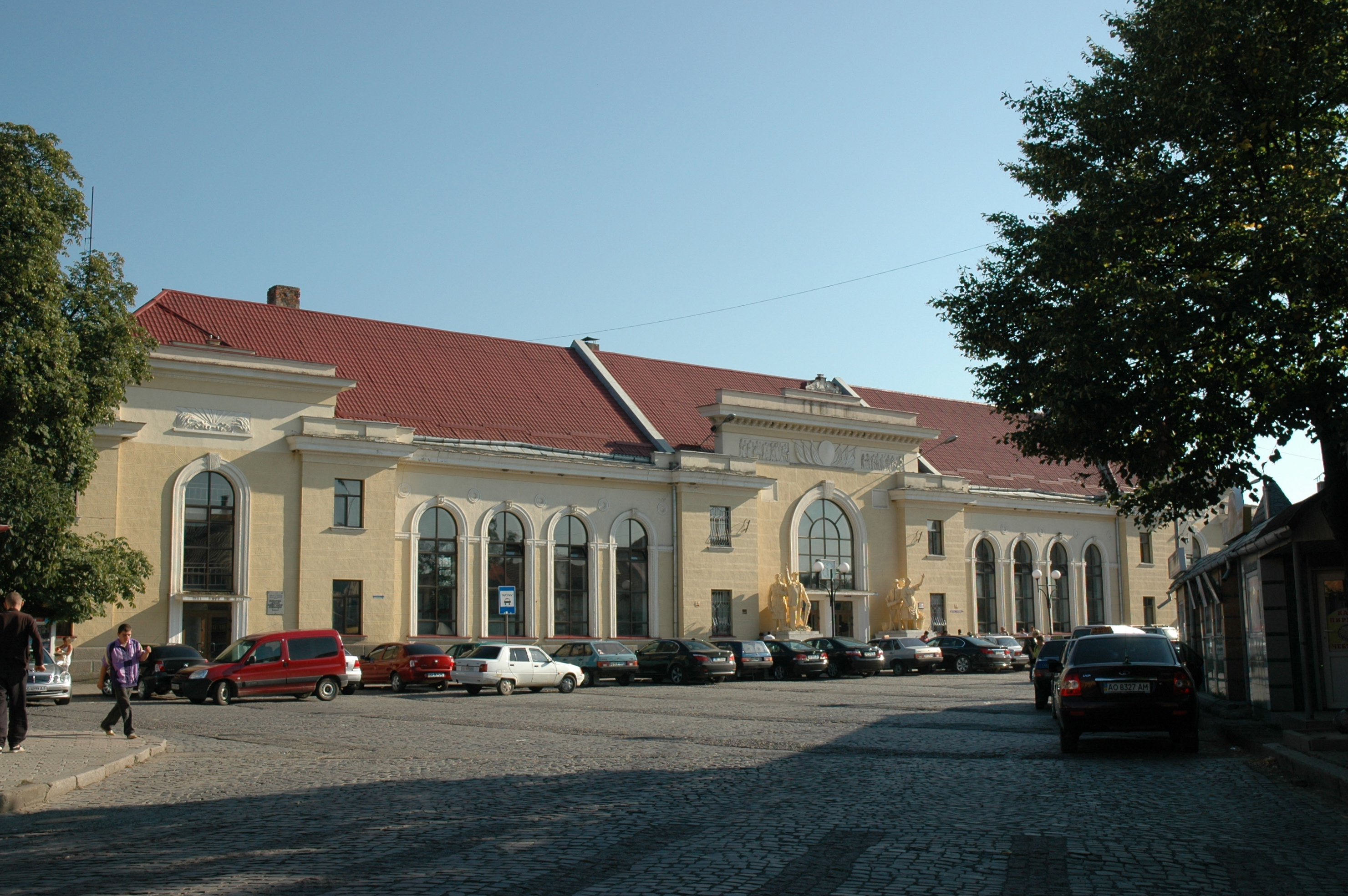
Мукачево
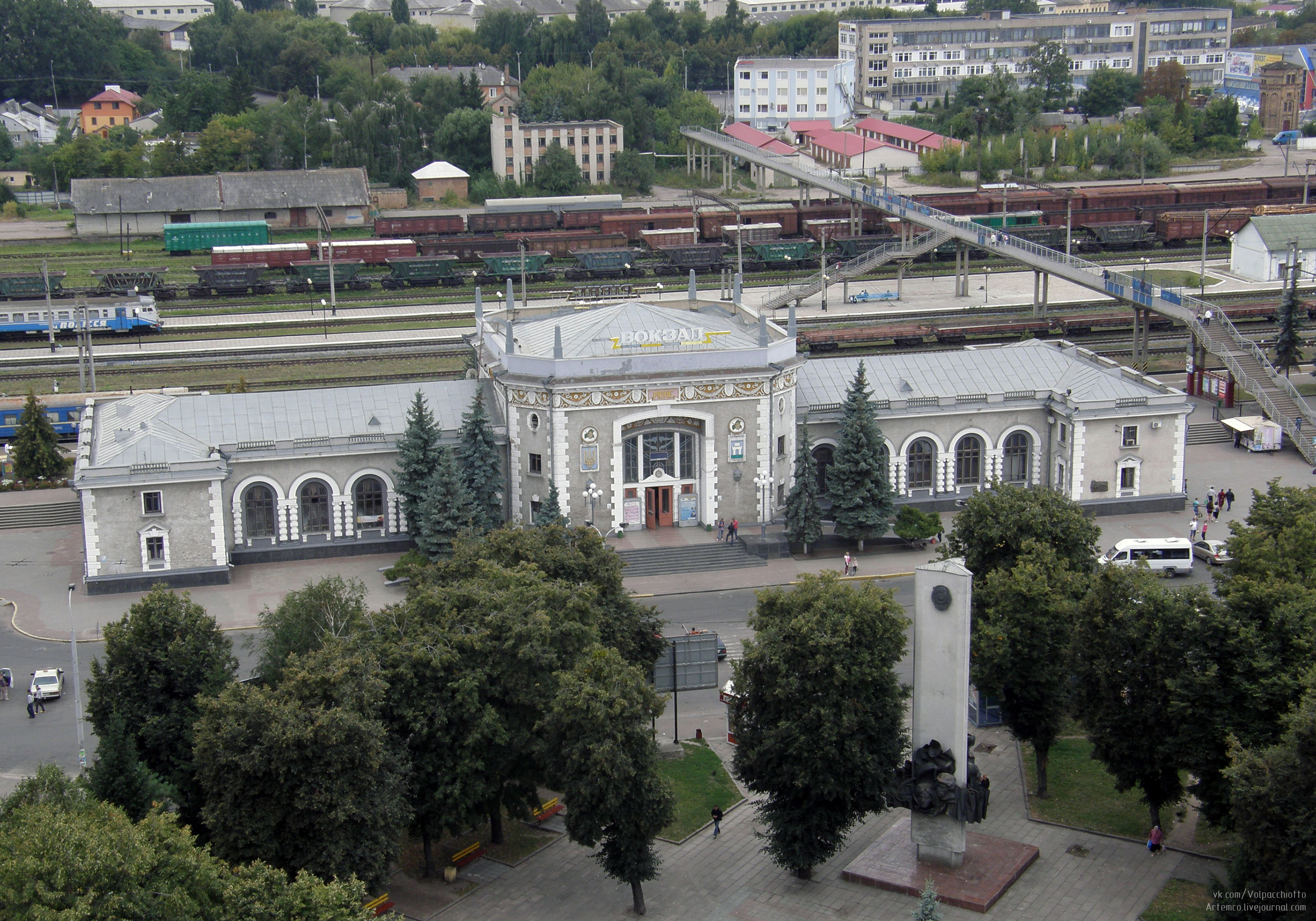
Рівне
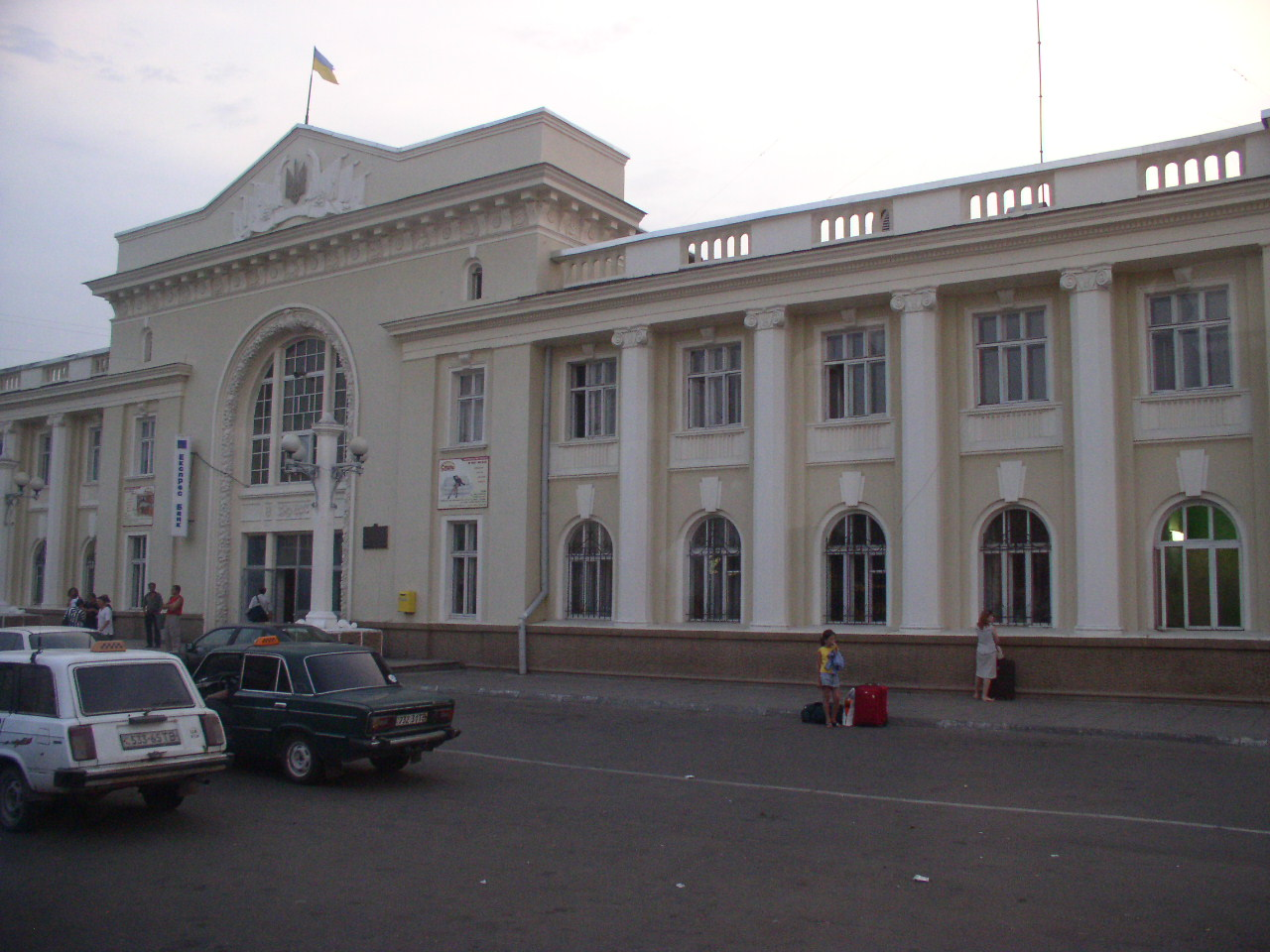
Стрий
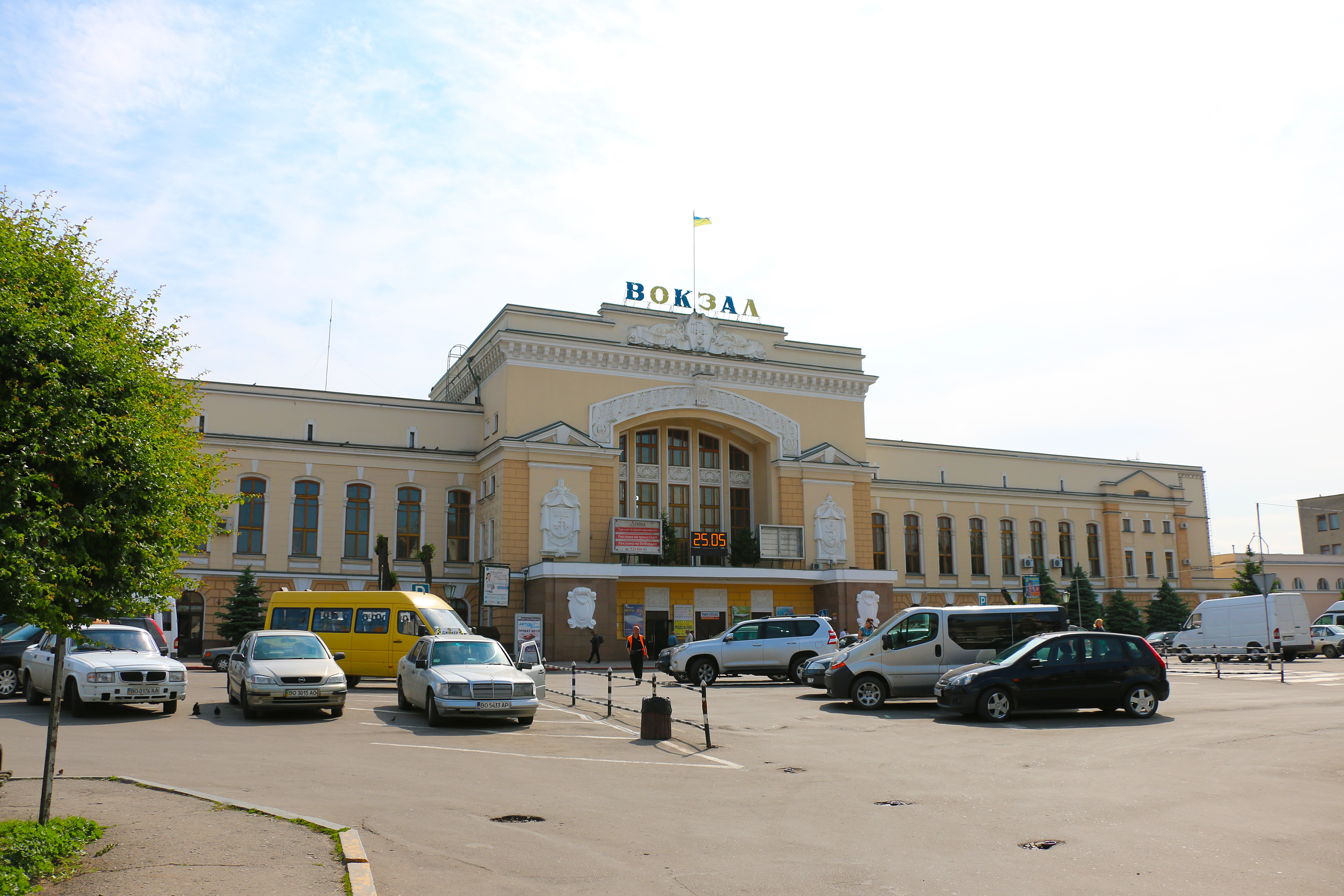
Тернопіль
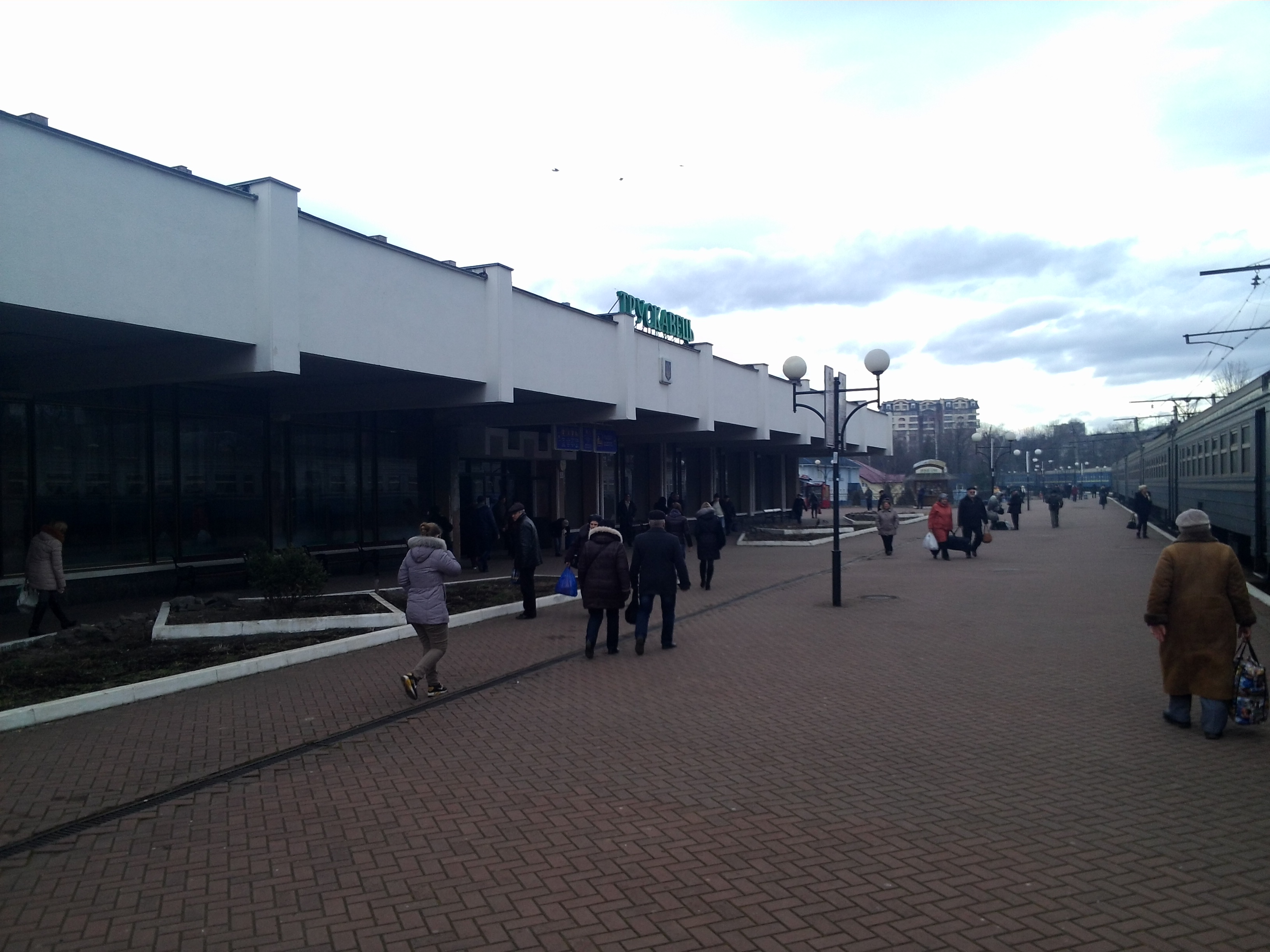
Трускавець
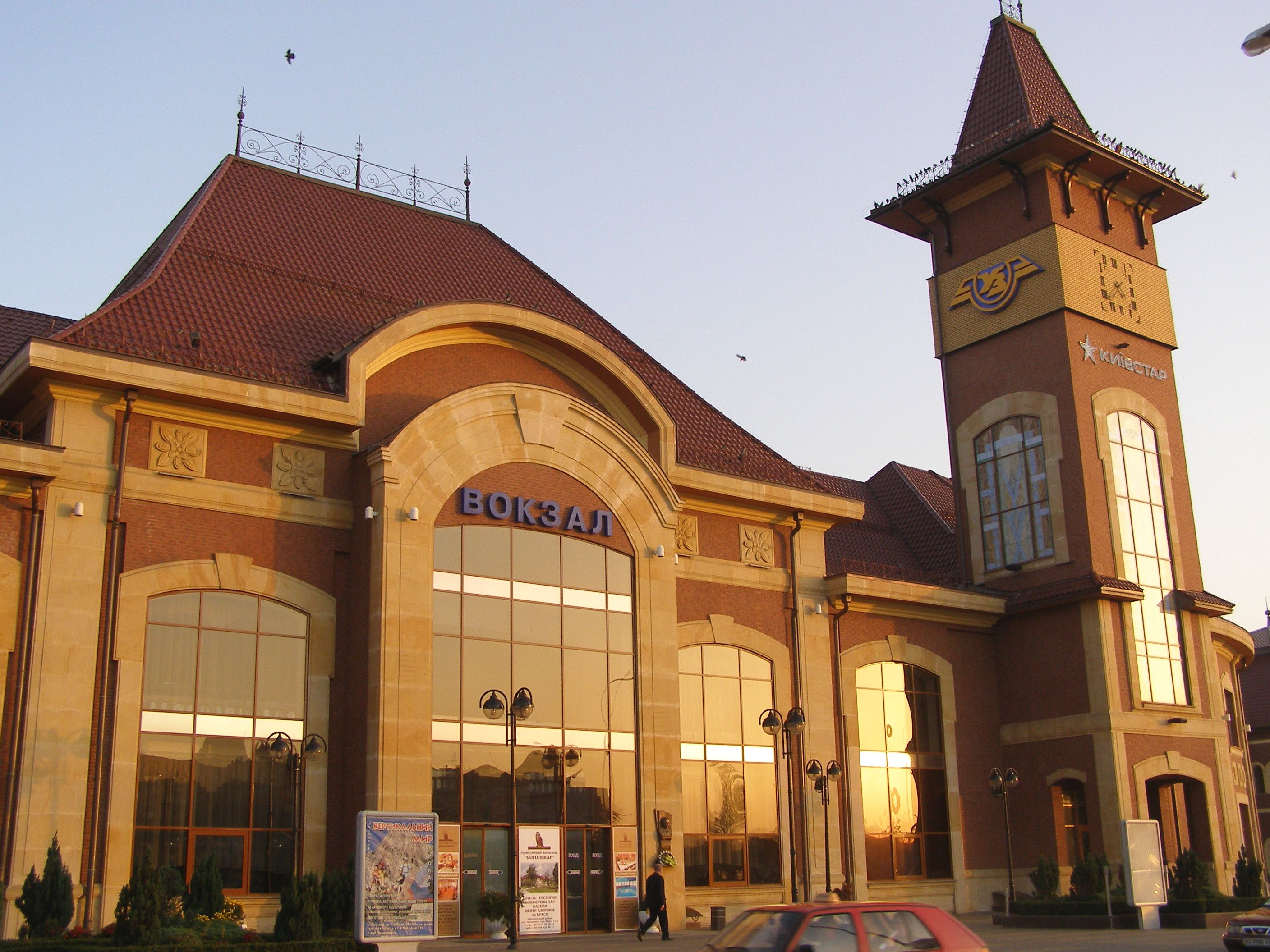
Ужгород
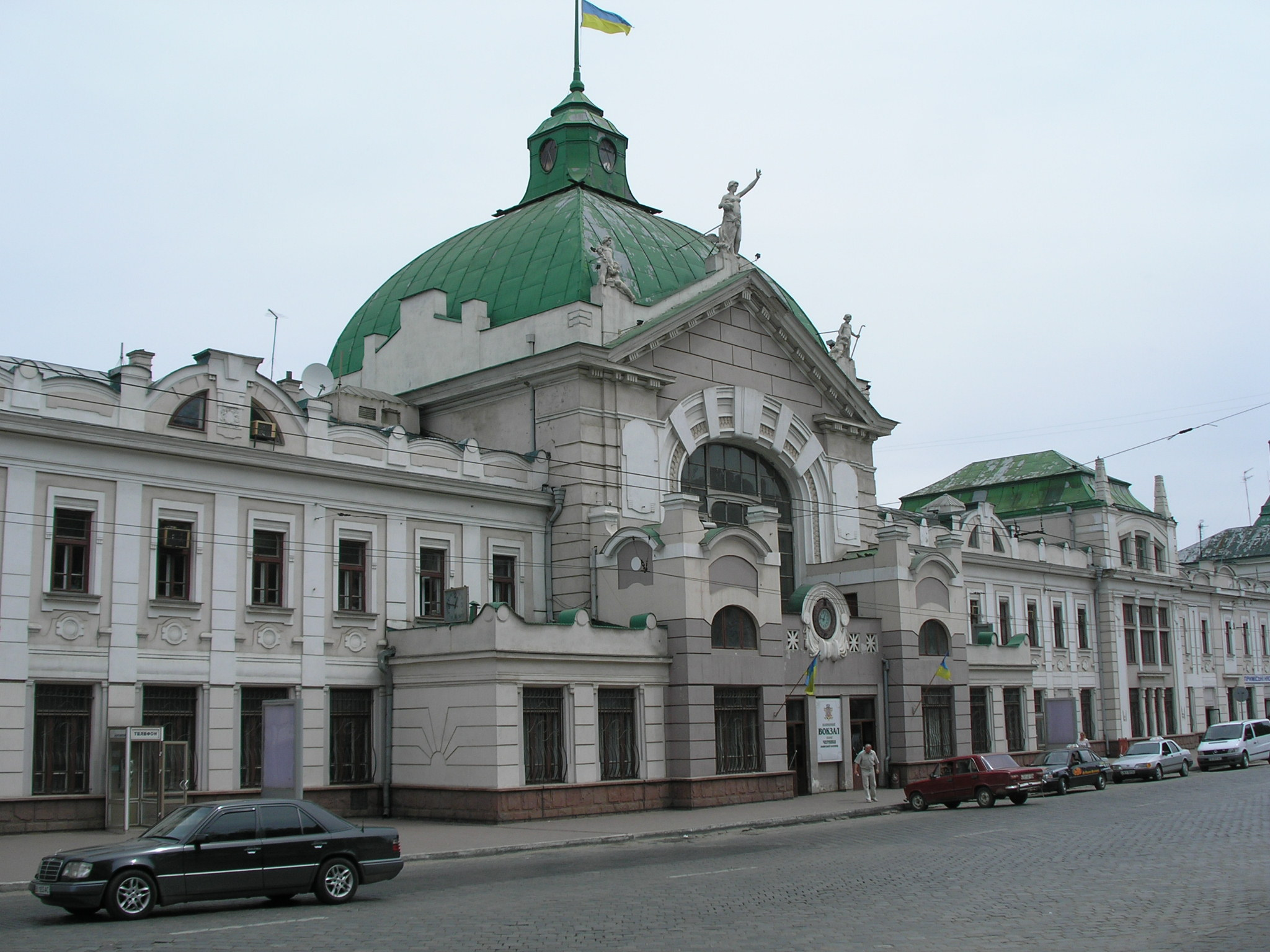
Чернівці
Червоноград
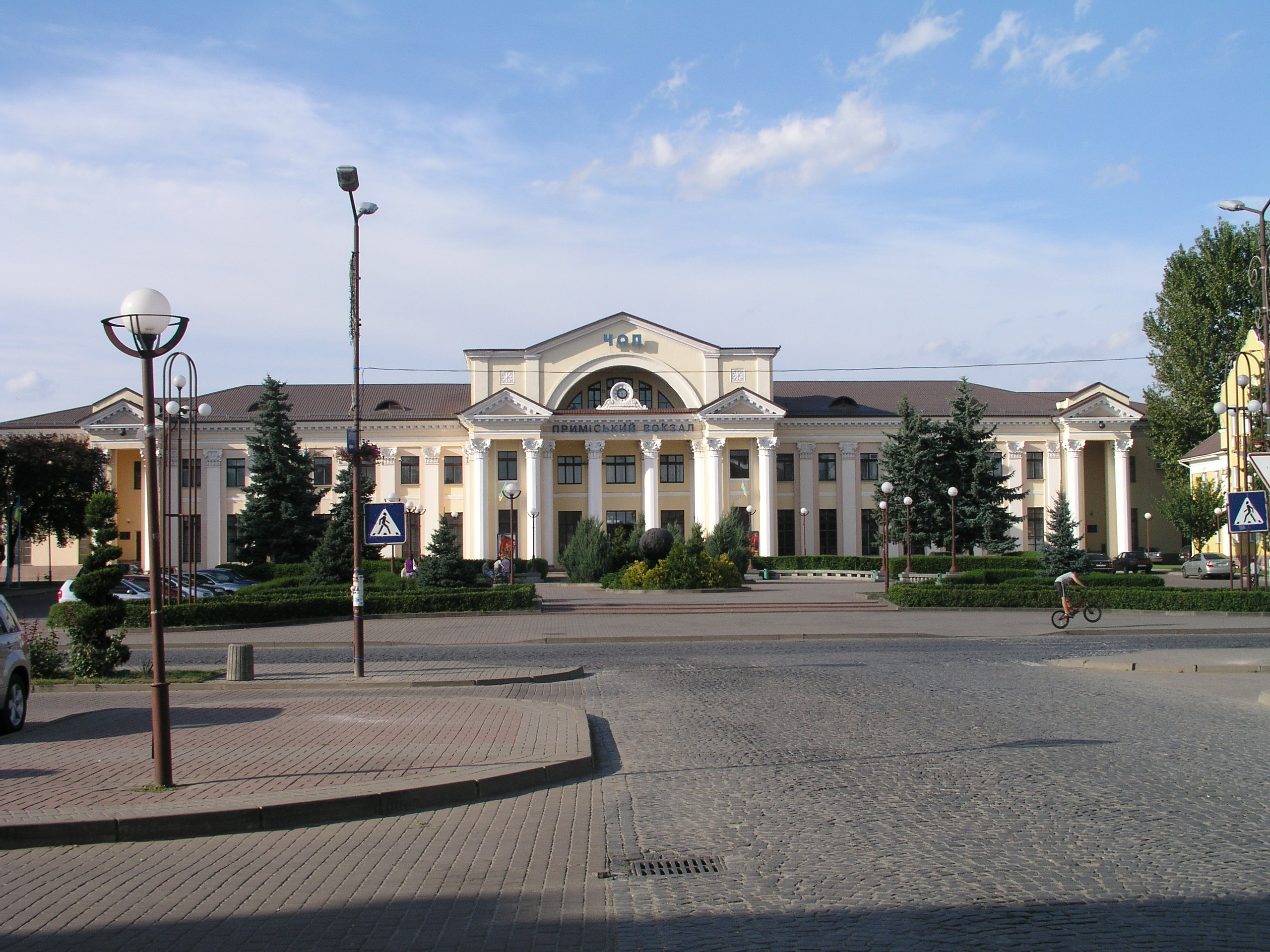
Чоп
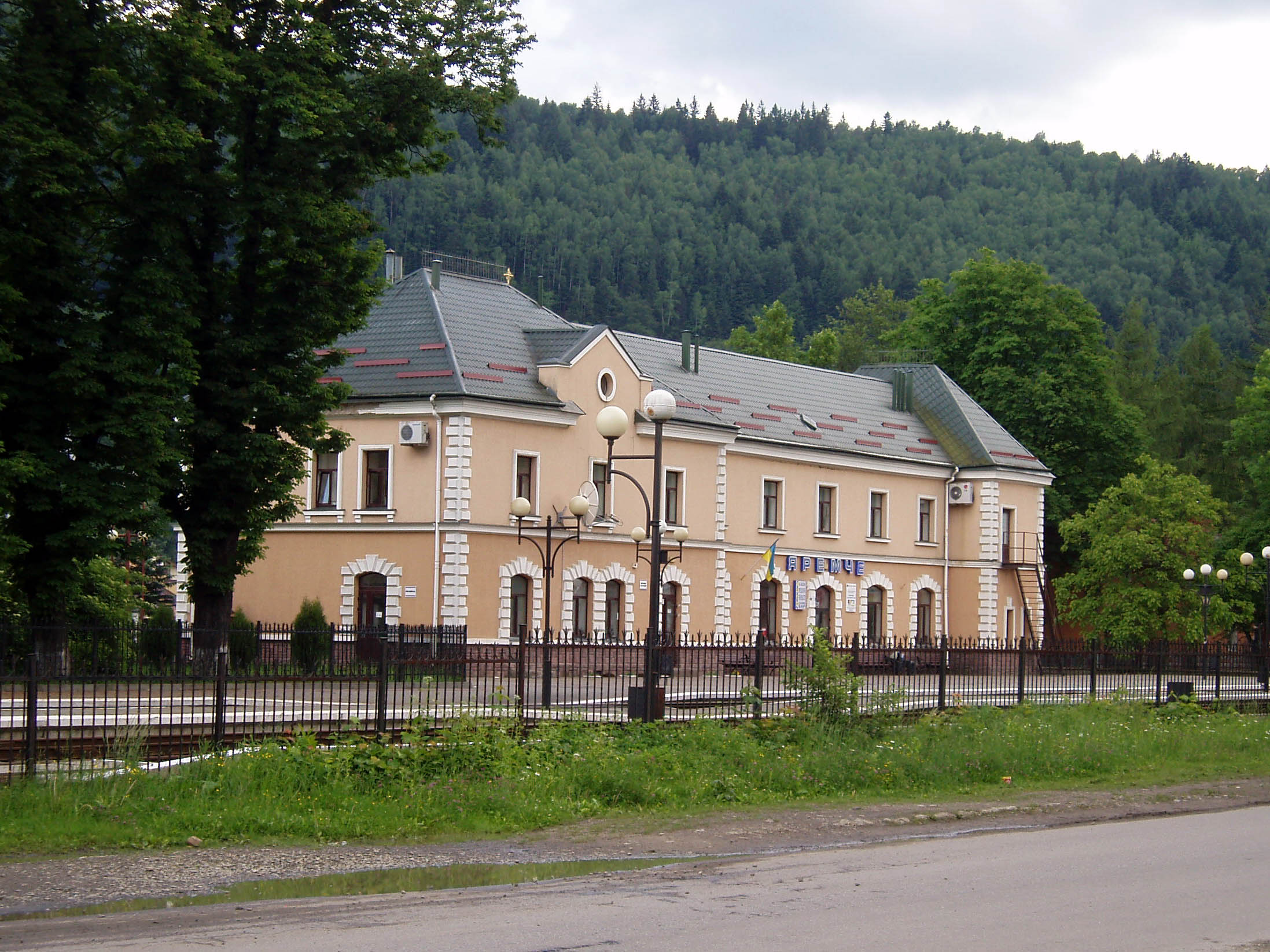
Яремче

## Краєвиди

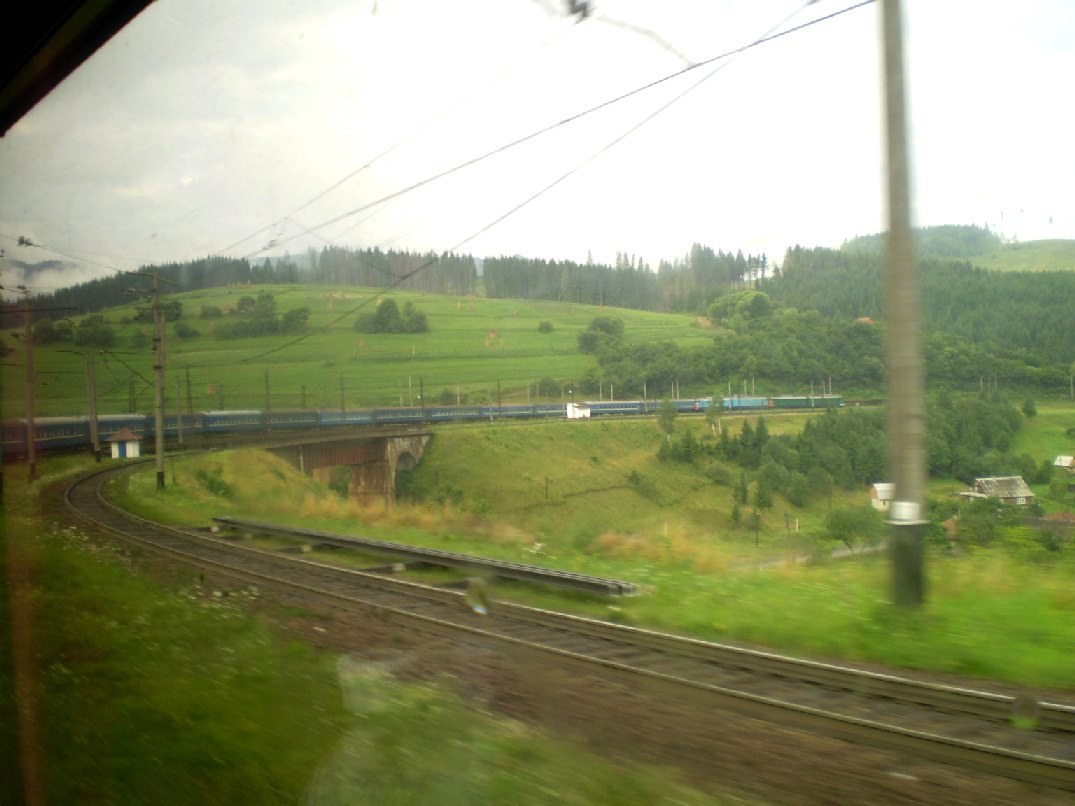
Магістраль Львів — Чоп в Карпатах
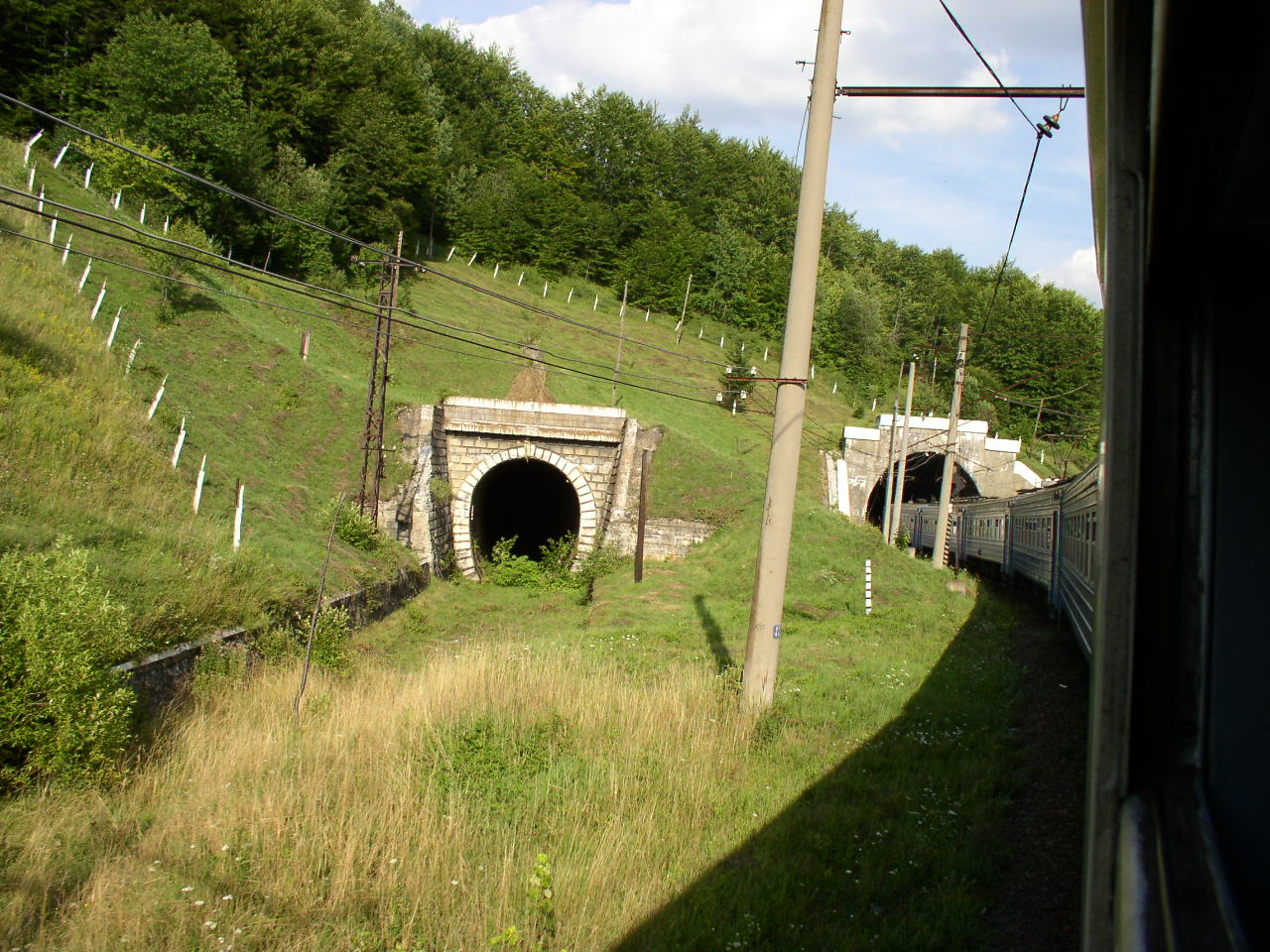
Бескидський тунель
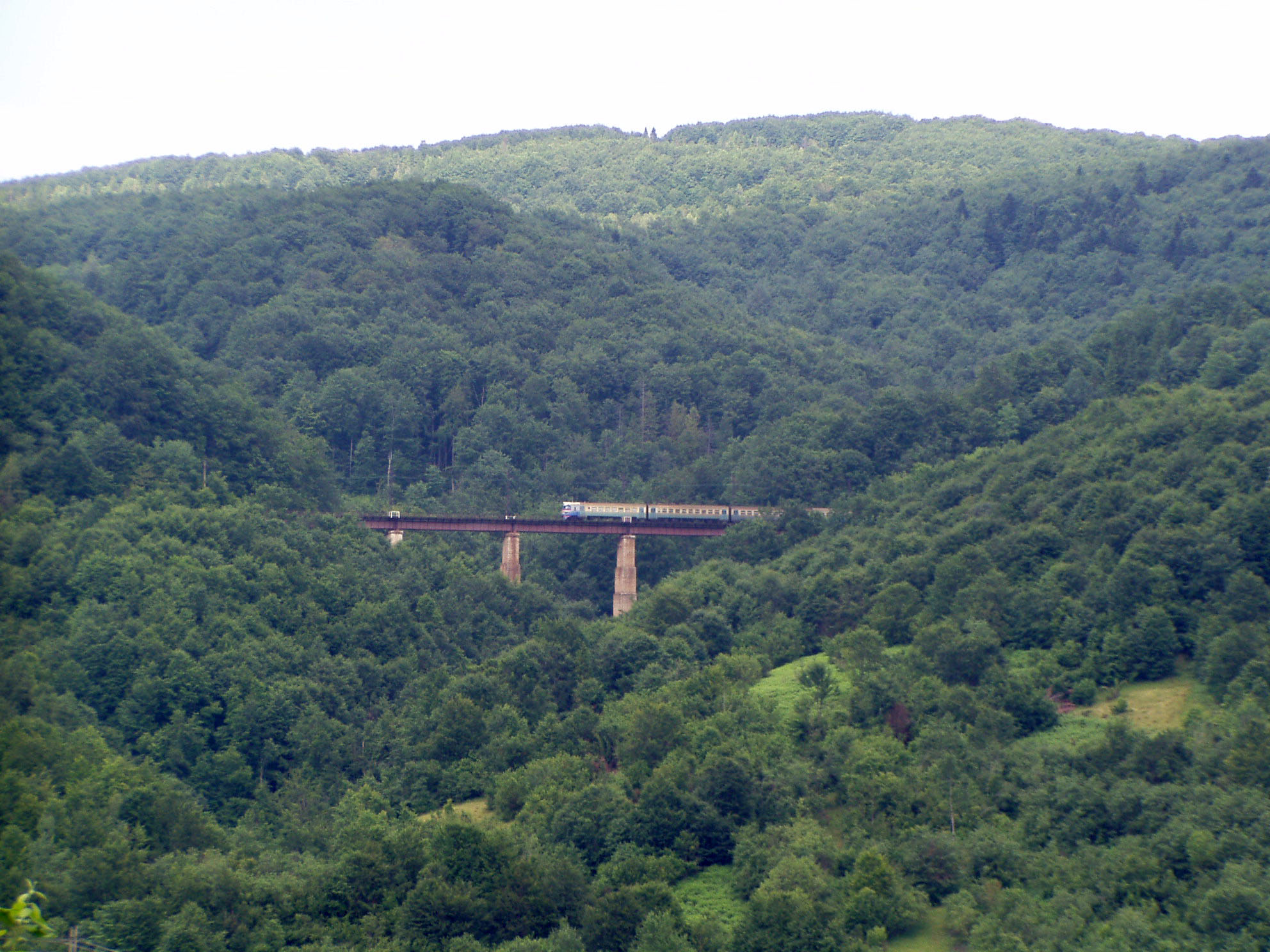
Віадук на Ужоцькому перевалі